# Gianfrancesco Penni
Gianfrancesco Penni zwany il Fattore (w źródłach również jako Giovanni Francesco Penni, ur. ok. 1488 lub 1496 we Florencji, zm. 1528 w Neapolu) – włoski malarz i grafik renesansowy.

## Życiorys
Pochodził z Florencji, jego rodzina zajmowała się tkactwem. Był pierwszym uczniem i współpracownikiem Rafaela, pomagał mu przy dekorowaniu Stanz i Loggi w Pałacu Watykańskim. Według przekazu Giorgia Vasariego wraz z Giulio Romanem uchodził za jednego z najbardziej ulubionych uczniów Rafaela, a przydomek il Fattore (zarządca) zawdzięcza właśnie dzięki pełnieniu funkcji asystenta i sekretarza Rafaela. Przypisuje mu się autorstwo rysunków do fresków w Stanza dell’Incendio w Pałacu Watykańskim. Prawdopodobnie ze względu na nadmiar pracy oraz rywalizację z Michałem Aniołem Rafael powierzył Penniemu część zleceń na obrazy. Penni pomagał m.in. przy Przemienieniu Pańskim (1516–1520), namalował również kopię Świętej Rodziny z jagnięciem. Obok Rafaela Penni jest wymieniany jako autor Madonny ze śpiącym Dzieciątkiem i z małym Janem Chrzcicielem. Według jednej z hipotez Rafael miał przygotować scenę do kompozycji, podczas gdy Penni wykonał pozostałe prace. 
Penni i Romano pracowali wspólnie nad Chrztem Konstantyna (1520–1524) w Stanza di Costantino w Pałacu Watykańskim. Ich wspólnym dziełem są również freski w kościele Trinità dei Monti w Rzymie. Około 1525 roku Penni namalował Portret młodzieńca. Znajdujący się w zbiorach National Gallery of Ireland w Dublinie obraz jest jedynym dziełem sygnowanym przez malarza. W 1526 roku Penni opuścił Rzym i przeniósł się do Mantui, gdzie wcześniej udał się Giulio Romano. Artyści zakończyli współpracę rok później. 
Penni pracował również z Perinem del Vaga i Rossą Fiorentino.
Jest autorem Świętej Rodziny ze św. Janem Chrzcicielem i św. Katarzyną Aleksandryjską. Obraz ten jak i kopia Świętej Rodziny z jagnięciem znajdują się w zbiorach Muzeum Narodowego w Warszawie. Dzieło nie jest datowane.
Ostatnie lata życia Penniego nie są znane. Według wzmianek w źródłach przebywał na wyspie Ischia, a później w Neapolu, gdzie zmarł.
Jego bracia również zajmowali się malarstwem. Bartolommeo Penni był malarzem na dworze Henryka VIII Tudora, a Luca reprezentował Szkołę z Fontainebleau.

## Galeria

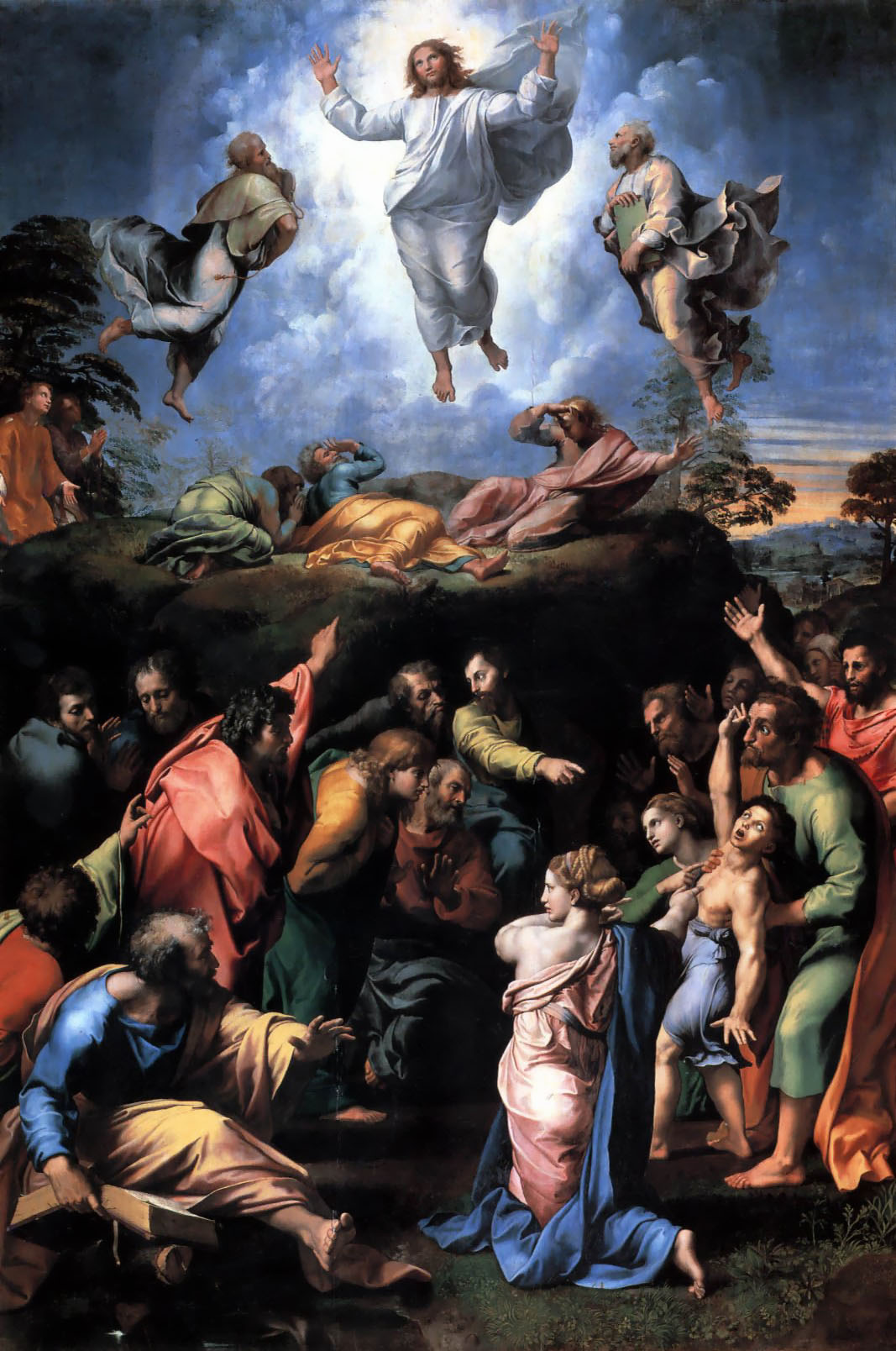
Przemienienie Pańskie Rafaela, nad którym pracował również Penni (1516–1520)
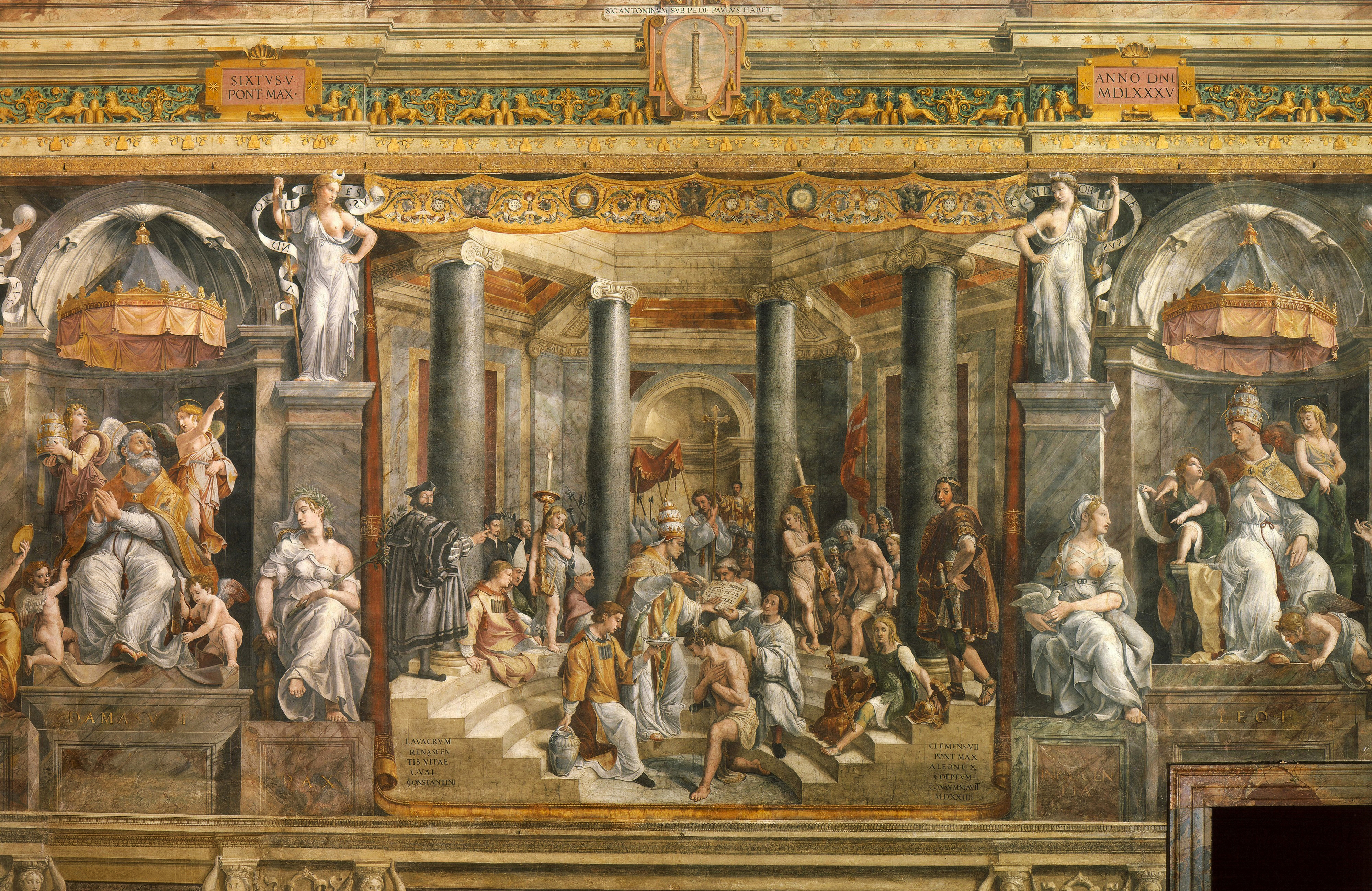
Chrzest Konstantyna (1520–1524)
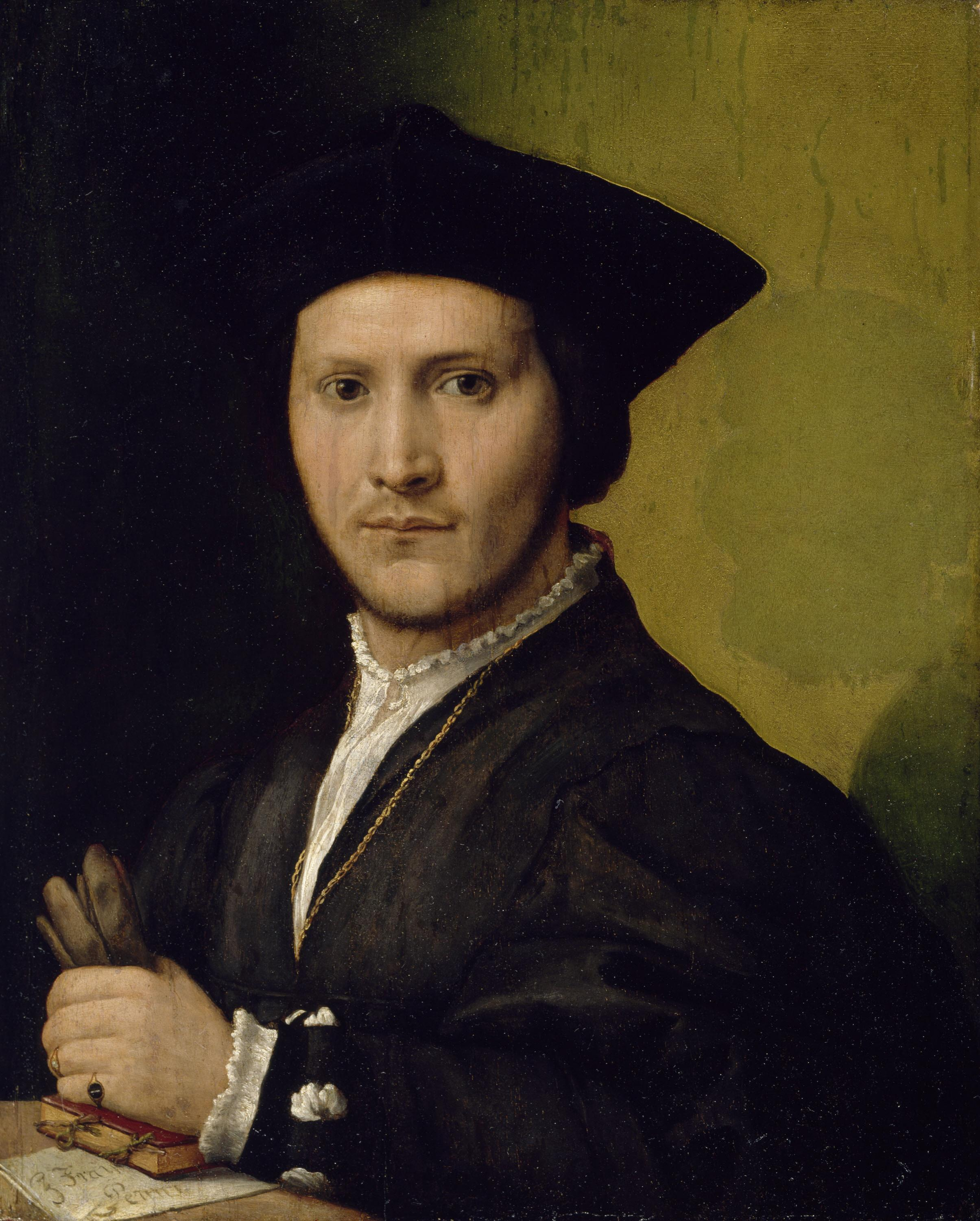
Portret młodzieńca (ok. 1525)
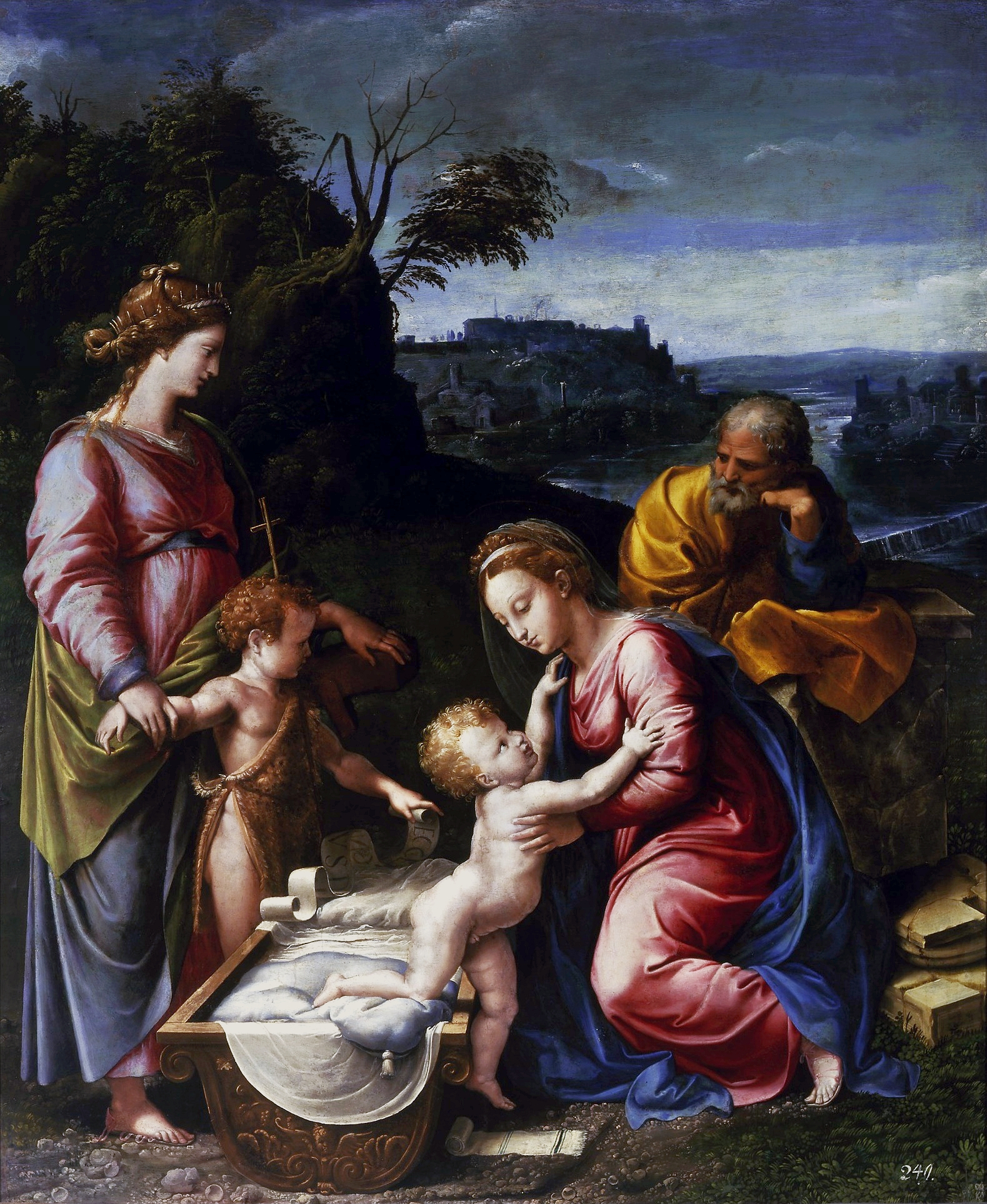
Święta Rodzina ze św. Janem Chrzcicielem i św. Katarzyną Aleksandryjską (I połowa XVI wieku)